# Николай, Олаф
Олаф Николай (нем. Olaf Nicolai; род. 1962 год, Галле-на-Заале) ― немецкий художник-концептуалист.

## Биография

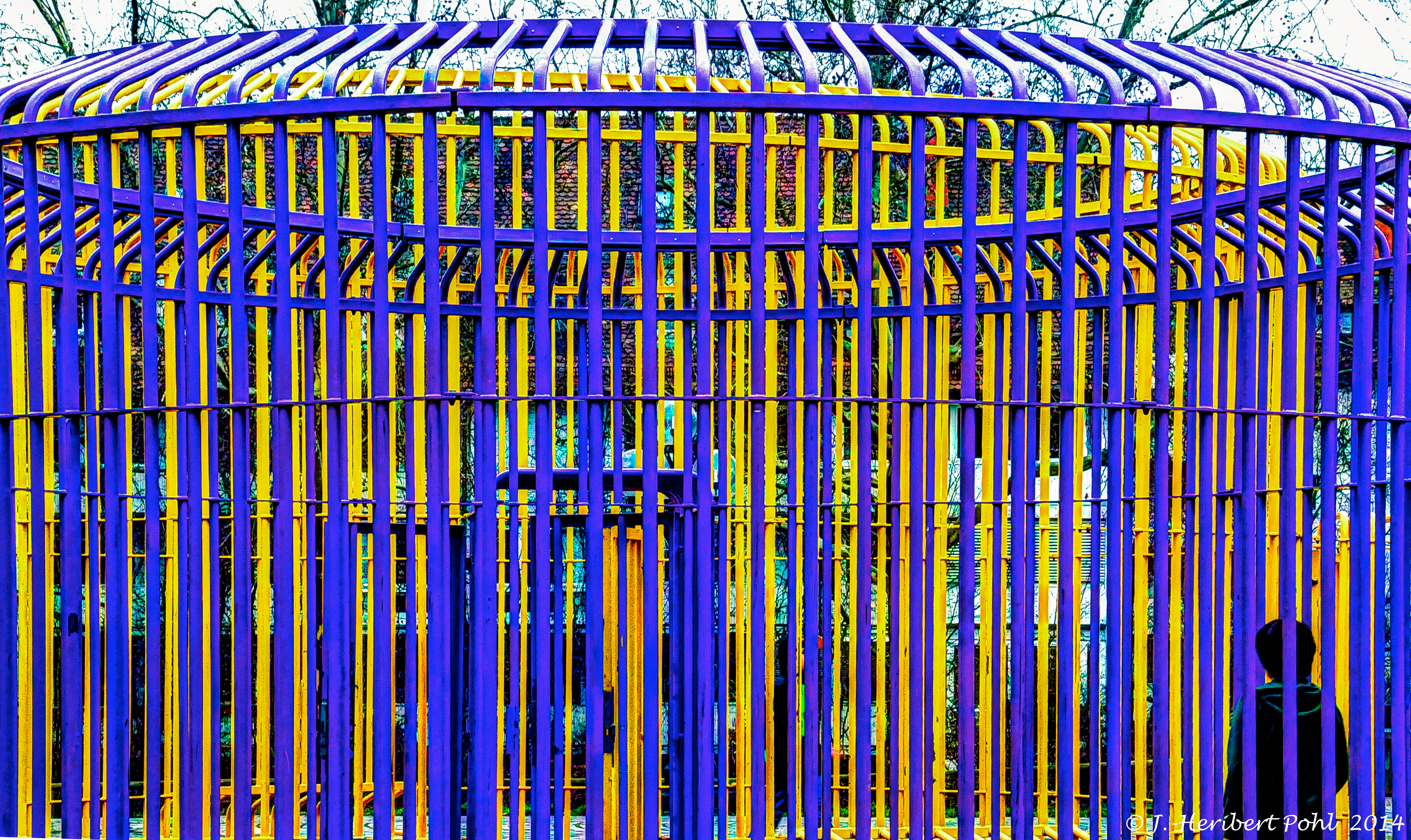
Павильоны в Инзель Шютт, Нюрнберг, 2006

Родился в городе Галле-на-Заале, но вырос в Карл-Маркс-Штадте в ГДР. С 1983 по 1988 год изучал немецкий язык и литературу в университетах Лейпцига, Вены и Будапешта. В 1992 году получил докторскую степень в Лейпцигском университете. Его диссертация была посвящена творчеству Венской группы ― поэтического объединения, активного в Австрии в послевоенные годы. Николай также прошёл обучение прикладному искусству в Техническом колледже в Шнееберге, Саксония. 

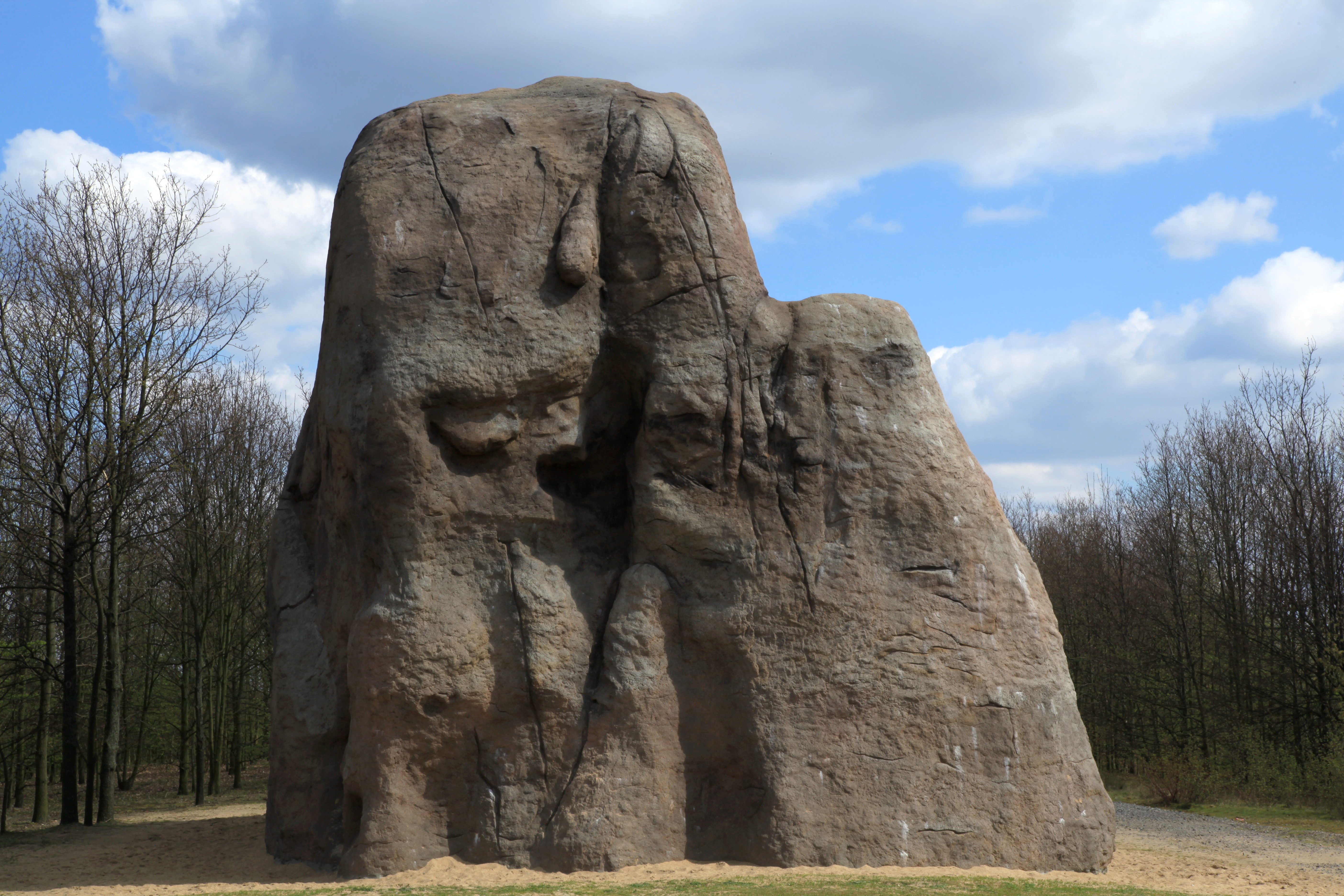
Памятник забытому будущему, Гельзенкирхен, 2010

Работы художника были представлены на выставке documenta в 1997 году и на Венецианской биеннале в 2001, 2005 и 2015 годах. Он был удостоен премии Villa Massimo, Рим (1998) и Villa Aurora, Лос-Анджелес (2007). С начала 1990-х годов Николай принимал участие в многочисленных международных персональных и групповых выставках современного искусства. Некоторые из его работ ныне можно найти в общественных галереях, таких как Музей современного искусства в Нью-Йорке и Галерея Фридриха Кристиана Флика в Берлине.
Живёт и занимается творчеством в берлинском районе Пренцлауэр-Берг.

### Работы
Олаф считается одним из ведущих современных художников Германии. В своих работах он затрагивает целый ряд концептуальных тем, начиная с политической и культурной повестки и заканчивая проблемами человеческого восприятия. Иногда он также обращается к тематике эстетической апроприации земной природы со стороны человеческой культуры.

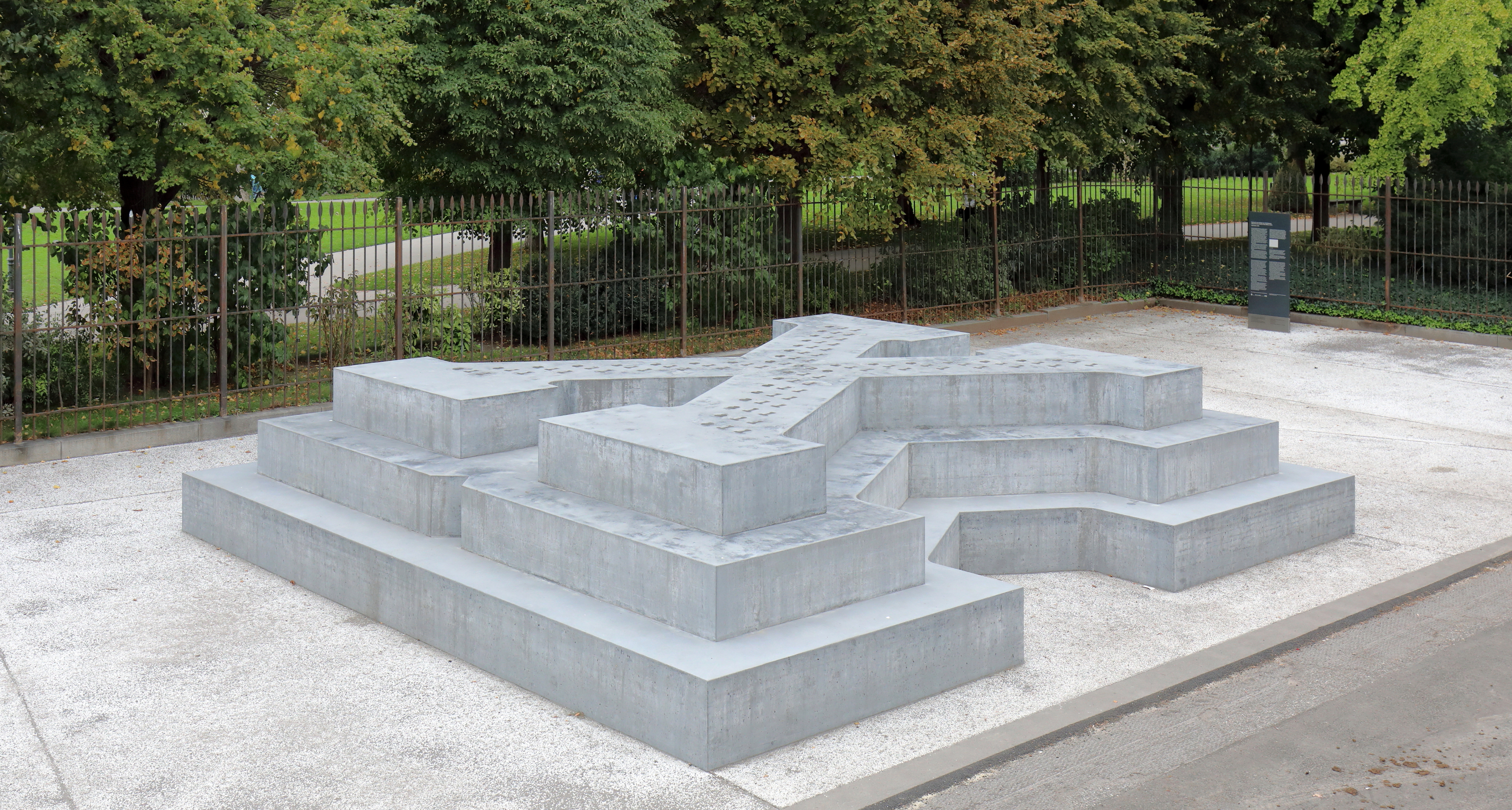
Мемориал жертвам нацистской военной юстиции, 2014

В нескольких своих работах художник противопоставляет «социалистические идеалы» их непосредственному противнику ― «капиталистической рыночной экономике», тем самым формулируя амбивалентность и противоречие между аспектами утопии, прагматизма, потребительства и эстетики.
В 2012 году выиграл конкурс на создание  мемориала, который проводился городским советом Вены. Николай представил проект мемориала жертвам нацистской военной юстиции. 24 октября 2014 памятник был торжественно открыт публики, на самой церемонии с речью выступил президент Австрии Хайнц Фишер. Сам памятник представляет собой бетонную скульптуру в форме буквы X. На его вершине памятника начертаны всего два слова из фигурного стихотворения шотландского поэта Иана Гамильтона Финлея, состоящего всего из двух слов: all (повторяется много раз) и alone (находится в центре X).